# Maria Hilf (Grünsink)

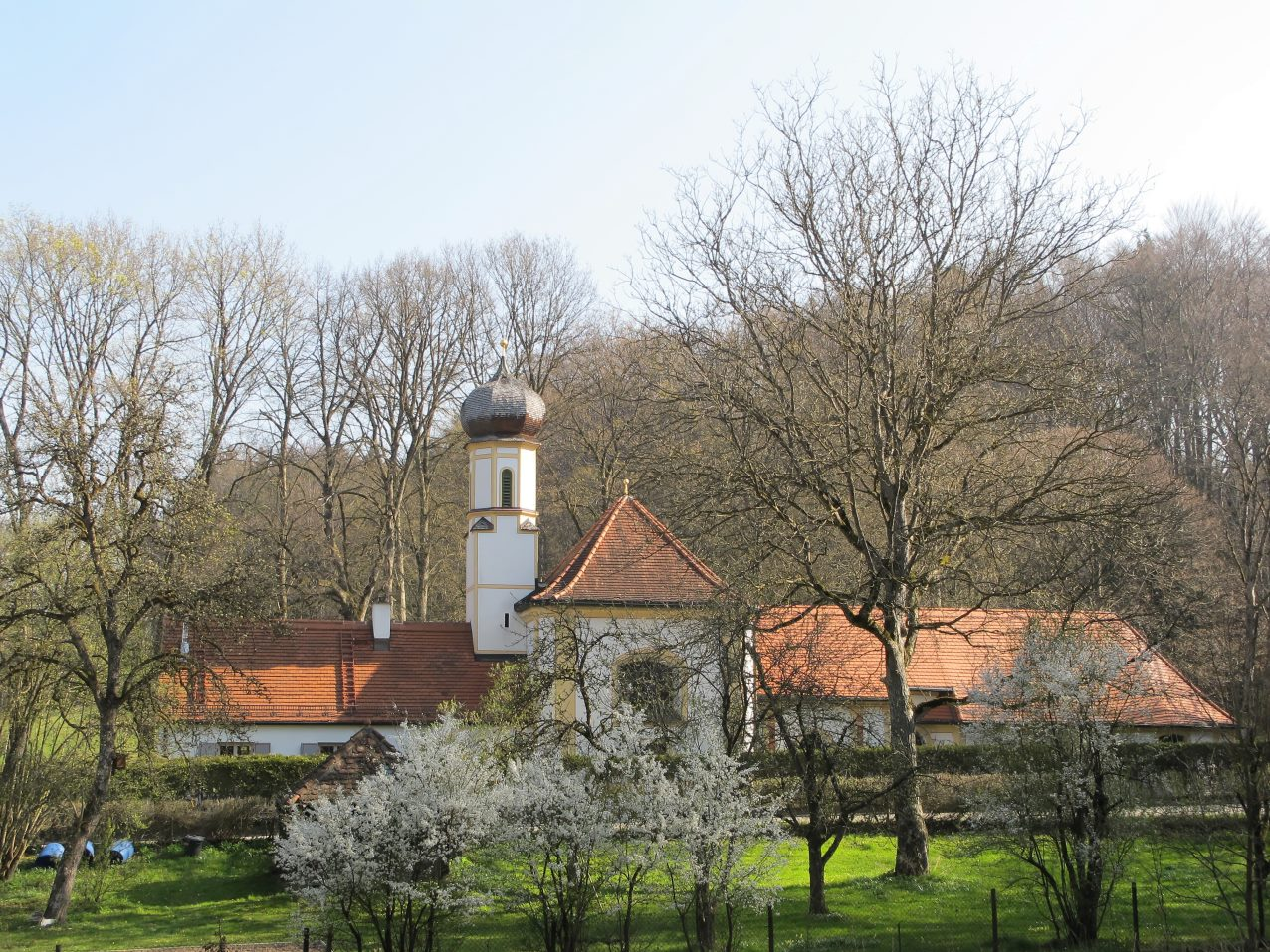
Wallfahrtskapelle Maria Hilf in Grünsink

Die römisch-katholische Wallfahrtskapelle Maria Hilf ist ein barockes Baudenkmal in Grünsink bei Weßling im oberbayerischen Landkreis Starnberg.

## Geschichte
Nach einer Sage soll sich um 1740 ein Seefelder Jäger in den Wäldern der Umgebung verirrt haben. Da er nicht die Nacht unter Wölfen verbringen wollte, betete er zu Maria ihm zu helfen, damit sie ihn zur grünen Senke führe – ein Platz, den er kannte. Sein Gebet wurde erhört. Er nächtigte daraufhin beim Bauern im nahen Schluifeld und erbat sich ein Marienbild, das er in dessen Hause vorfand, und „das ganz vernachlässiget war“. Sein Gelübde einlösend brachte er das Bild zur grünen Senke und stellte es in einen hohlen Birnbaum. Das Volk hörte davon und suchte Maria Hilf im Birnbaum auf, um dort zu beten. Bald darauf soll es zu Wunderheilungen gekommen sein. Die älteste bekannte ist durch ein Votivbild von 1744 belegt. Da das Volk das Marienbild als Gnadenbild zu verehren begann und Opfergaben und Geschenke am Baum hinterließ, erwirkte der örtliche Pfarrer Dekan Anton Steiner 1762 vom Fürstbischof Joseph von Hessen-Darmstadt die Erlaubnis, das Bild öffentlich verehren zu lassen und eine Kapelle zu bauen. 1762 begann der Bau einer Kapelle. Sie wurde am 10. August 1763 geweiht und das Bild vom Birnbaum in die Kapelle überführt. 1779 erteilte Papst Pius VI. für 7 Jahre vollkommenen Ablass für Pilger zur Maria von Grünsink. Daraufhin nahm die Wallfahrt zum Bild zu. Papst Leo XII. bestätigte 1825 den Ablass auf ewige Zeiten und legte ihn auf den letzten Sonntag im Juli fest. Das war der Beginn des Grünsinker Ablassfestes, das noch heute gefeiert wird. 1898 waren etwa 500 Votivtafeln in der Kapelle angebracht. Davon ist heute nur noch ein Bruchteil erhalten. Die Votivtafeln belegen, dass man Maria von Grünsink bei Krankheit von Mensch und Vieh, bei Unfall, Unglück, Feuerschaden und Kriegsleiden um Beistand anrief.
Das im Westen angebaute Eremitenhaus wurde von 1986 bis 1989 renoviert.

## Baubeschreibung
Die Kapelle ist ein kleiner quadratischer Bau mit einem eingezogenen Chor, der dreiseitig geschlossen ist. Westlich schließt sich eine querrechteckige Erweiterung an. An den Chor schließen sich im Osten die Sakristei und ein Schulraum an, in dem Schulunterricht für die Kinder der nahegelegenen Orte abgehalten wurde.

## Ausstattung

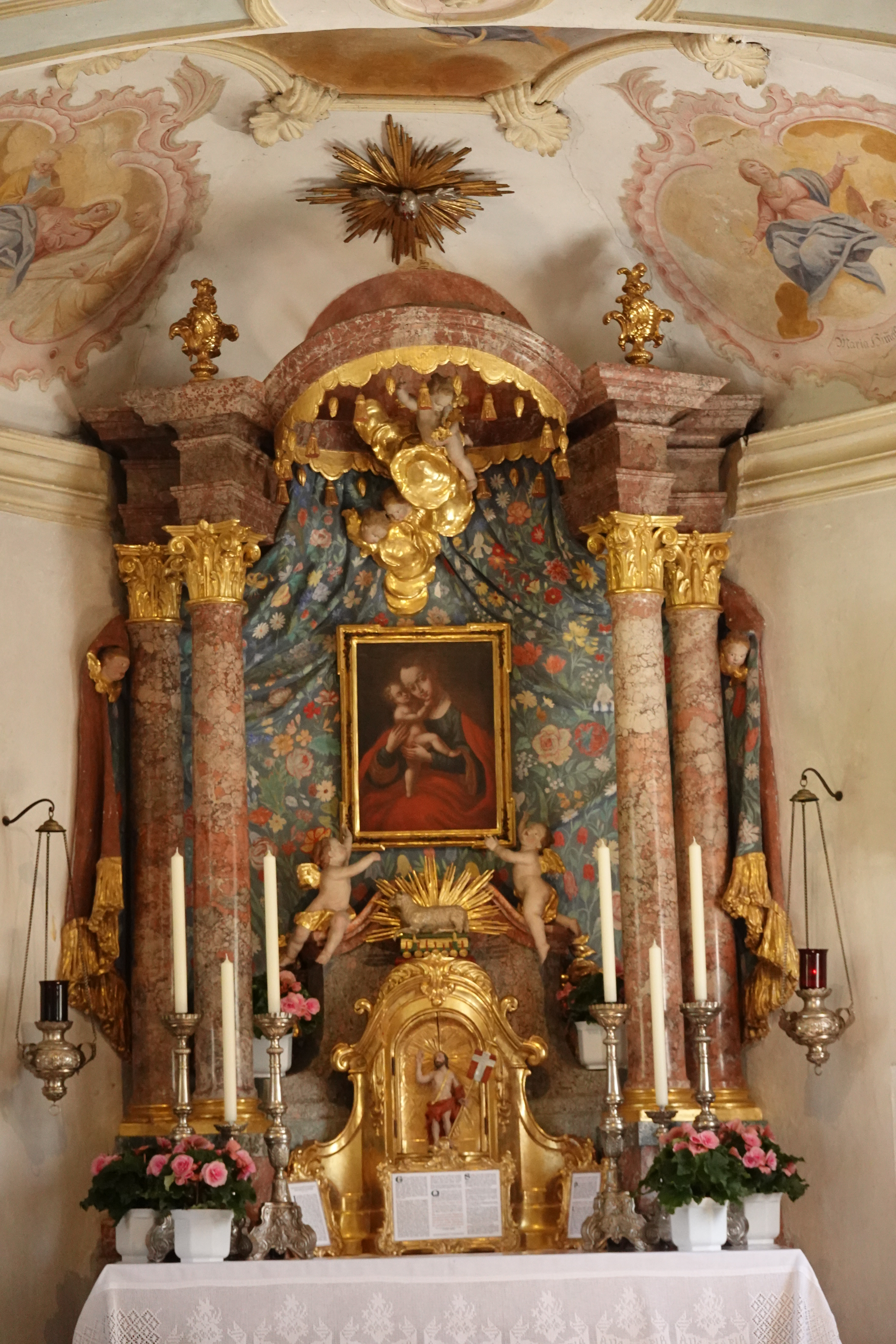
Altar mit Gnadenbild

Die Kuppel des westlichen Teils ziert ein 1776 von Josef Mathias Ott geschaffenes Fresko mit der Darstellung der Himmelfahrt Mariens. Im Tonnengewölbe des Ostteils ist ein Marienvotivbild angebracht; den Chor schmückt eine Darstellung der Marienkrönung von Johann Kirzinger aus dem Jahr 1764. Die Kapelle besitzt einen Altar aus Stuckmarmor aus dem 18. Jahrhundert mit bemalter Draperie. Eine Glocke der Kapelle aus dem Jahr 1774 befindet sich heute im Leichenhaus in Alling. Sie wurde während des Zweiten Weltkriegs ersetzt.
Von den ehemals 500 Votivbildern sind heute noch 70 erhalten. Das älteste ist aus dem Jahr 1764.

### Orgel

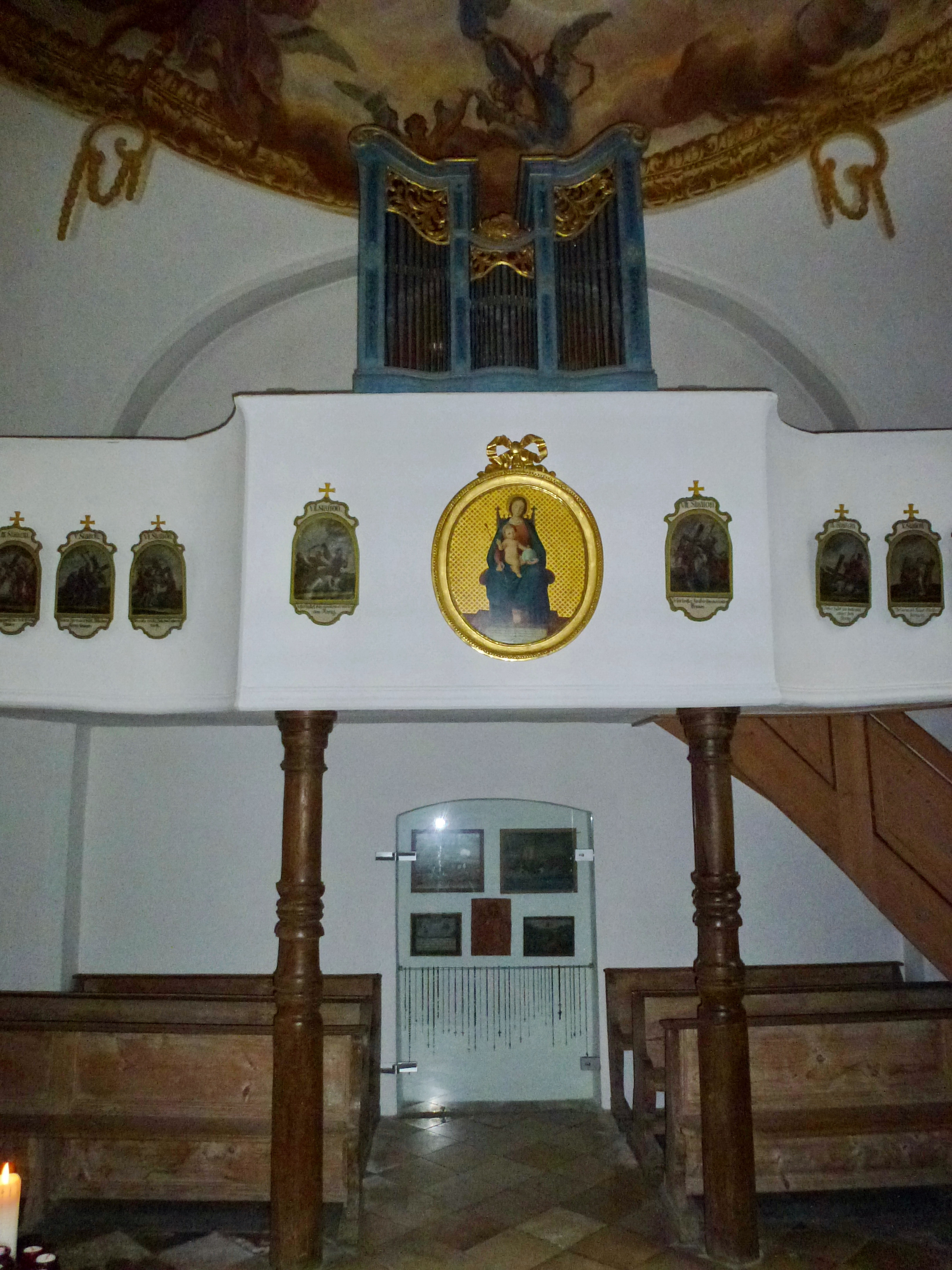
Empore mit Gloner-Orgel

Die kleine Orgel auf der Empore aus dem Jahr 1735 (nach anderer Angabe 1725) stammt von dem Münchner Orgelbauer Joseph Gloner. Die Nachintonation nahm der Intonateur Stefan Niebler aus Polling vor.
Die Disposition ist:
Manual C – c‴ (45)
Copel 8′
Fletten 4′
Octav 2′
Mixtur 1′ rep.
Mixtur 2/3′ rep.
Mixtur 1/2′ rep.
Pedal C – a° (18)
angehängt

### Gnadenbild
Das Grünsinker Gnadenbild ist das Zentrum des Hochaltars der Kapelle. Es ist eine Kopie des Gemäldes Maria Hilf (Innsbrucker Mariahilfbild) von Lucas Cranach dem Älteren, das sich am Hochaltar des Innsbrucker Doms befindet.

## Feste
Zweimal im Jahr wird des Ereignisses des Jägers durch ein Fest gedacht und die heilige Messe unter freiem Himmel gefeiert. Diese Grünsinker Feste finden jeweils am letzten Sonntag im Juli (Ablassfest) und an dem Sonntag nach Mariä Himmelfahrt (Translationsfest: Überführung des Gnadenbilds vom Birnbaum in die Kapelle) statt. Mariä Himmelfahrt ist das Patrozinium der Kapelle. Vornehmlich an den beiden Festtagen wird in Grünsink das Lied „Das Glöcklein von Grünsink“ gesungen.
Der Liedtext lautet:
1. Ich hör ein Glöcklein klingen vom nahen Waldesrand.
Dies Glöcklein und sein Klingen, es ist mir wohlbekannt.
Es lauscht den hellen Tönen ein jeder Baum im Wald.
Es lauschen still die Vöglein, weil’s gar so lieblich schallt:
Das Glöcklein von Grünsink.
2. O kommt Ihr frommen Pilger, o kommt zum Kirchlein
traut und grüßt Maria freudig, so ruft das Glöcklein laut.
Ich folge seinem Mahnen und tret ins Kirchlein ein
und viele andre folgen, wenn ruft aus grünem Hain:
Das Glöcklein von Grünsink.
3. Hör ich das Glöcklein klingen, weit durch den stillen Wald.
Wie andachtsvolles Singen mir durch die Seele hallt.
O läute liebes Glöcklein im hellen Morgenschein,
des Himmels süßen Frieden in unser Herz hinein:
Du Glöcklein von Grünsink.
(Text: F.X. Wenger, 1894, Weise: A. Burger)

## Bedeutung
Grünsink ist eine der letzten Marienwallfahrtsstätten des 18. Jahrhunderts. Da ihr hochadeliges Augenmerk versagt blieb und bedeutendere Wallfahrtsstätten im nahen Umkreis lagen, blieb die Maria von Grünsink durch alle Zeiten eine lokale Wallfahrtsstätte, die Pilger im Umkreis von kaum mehr als zehn Kilometer anzog.